# 蒂諾-斯文·蘇西奇
蒂諾-斯文·蘇西奇（1992年2月13日—）是一位波黑足球運動員。在場上的位置是中場。他現在效力於克羅地亞足球乙級聯賽球隊魯德什。他也代表波黑國家足球隊參賽。